# Pietje Bell 2: De Jacht op de Tsarenkroon
Pietje Bell 2: De Jacht op de Tsarenkroon is een Nederlandse jeugdfilm over Pietje Bell uit 2003. De film staat ook bekend onder de titel Nieuwe avonturen van de Zwarte Hand. Ze trok 595.000 bezoekers naar de zalen.

## Verhaal
In het tweede deel gaat de zus van Pietje zich verloven met Paul Velinga. Dit wordt gevierd met een sneeuwballengevecht in de straat, er vliegt dan een sneeuwbal door de voorruit van drogist Geelman. Dit lijkt niet ernstig, maar als er de volgende dag ingebroken is bij de drogisterij, wordt al gauw Pietje verdacht en mag hij, voordat zijn onschuld bewezen is, de gevangenis in. Daar zijn ook de boeven die hij met zijn bende van de zwarte hand achter de tralies wist te krijgen. Als hij achter hun plannen komt weet Pietje te ontsnappen. Hij probeert medestanders te vinden om de kwade bedoelingen te verijdelen. Dan krijgt hij nog te maken met het huwelijk van zijn zuster. En wat voeren de gevangenisdirecteur en Stark samen in hun schild? En als klap op de vuurpijl: hoe voorkomt Pietje met zijn bende van de zwarte hand de beroving van de Tsarenkroon?

## Rolverdeling
| Acteur                    | Personage                    |
| ------------------------- | ---------------------------- |
| Quinten Schram            | Pietje Bell                  |
| Frensch de Groot          | Sproet                       |
| Serge Price               | Kees                         |
| Rick Engelkes             | Paul Velinga                 |
| Katja Herbers             | Martha Bell                  |
| Arjan Ederveen            | Drogist Geelman              |
| Stijn Westenend           | Jozef Geelman                |
| Felix Strategier          | Vader Bell                   |
| Angela Groothuizen        | Moeder Bell                  |
| Willem Nijholt            | Stark                        |
| Roef Ragas                | Jan Lampe (Vader van Sproet) |
| Jack Wouterse             | Klok                         |
| René van 't Hof           | Teun                         |
| Fedja van Huêt            | Fuik                         |
| Johnny Kraaijkamp jr.     | Bruinslot                    |
| Eric van der Donk         | Meneer Ster                  |
| Ingeborg Uyt den Boogaard | Mevrouw Ster                 |
| Eva Poppink               | Annie                        |

## Prijzen
- Filmprijs op het Jeugdfilmfestival in Brugge (2004)
- Gouden Film – 100.000 bezoekers (29 december 2003)
- Platina Film – 400.000 bezoekers (8 januari 2004)

## Trivia
- Als Pietje uitbreekt uit de gevangenis, staat er een bewakingscamera op de gevangenismuur. Tevens ziet men in de tunnel een lamp staan, maar Pietje en de vader van Sproet hebben hem geen van beide meegenomen.